# Pseudocophora distincta
Pseudocophora distincta es una especie de insecto coleóptero de la familia Chrysomelidae.
Fue descrita científicamente en 1888 por Baly.